# 愛媛県道157号今治停車場線
愛媛県道157号今治停車場線（えひめけんどう157ごう いまばりていしゃじょうせん）は愛媛県今治市を通る一般県道である。

## 概要

### 路線データ
- 総延長：0.4 km
- 起点：今治市別宮町
- 終点：今治市北宝来町

## 歴史
- 1958年（昭和33年）6月27日 - 愛媛県告示第566号により、本路線を整理番号41番として県道に認定される[1]。
- 1972年（昭和47年）3月16日 - 愛媛県が愛媛県道157号今治停車場線として認定。

## 地理

### 通過する自治体
- 今治市

### 交差する道路
- 国道317号
- 愛媛県道38号今治波方港線（国道317号重複区間）

### 沿線
- JR予讃線 今治駅
- JR今治駅前バスターミナル